# Virgen de la Vega (Serón de Nágima)
La Virgen de la Vega es una advocación mariana que se venera en la villa de Serón de Nágima (Castilla y León, España).

## Historia
Según la leyenda la imagen de la Virgen de la Vega fue ocultada durante las luchas entre las distintas religiones que convivían en estas tierras. Los santos debían ser escondidos para que no fueran quemados o profanados. Después de haber estado escondida durante siglos, fue hallada por un labrador, en el mismo lugar donde después se levantó el templo.
El templo actual se construyó en 1688. Parece ser que existió una ermita más antigua en el emplazamiento donde se encuentra la actual, existen algunos restos arqueológicos que se conservan en el atrio.